# 추수감사절 공휴일 선포
국경일 추수감사절 선포(영어: National Thanksgiving Proclamation)는 미국의 첫 번째 대통령 추수감사절 선포였다. 의회의 요청에 따라 조지 워싱턴 대통령은 1789년 11월 26일 목요일을 공공 추수감사 및 기도의 날로 선포했다. 국경일 추수감사절 선포는 1777년 11월 제2차 대륙회의에서 발표된 바 있었다.

## 배경
자신의 축복에 감사하는 시간을 갖고 수확을 축하하기 위한 잔치를 여는 두 가지 관습은 북아메리카에 유럽인들이 정착하기 훨씬 전부터 존재했다. 현재 미국 영토 내에서 문서로 기록된 첫 번째 추수감사 예배는 16세기에 스페인인과 프랑스인에 의해 거행되었다. 추수감사 예배는 1607년 일찍이 버지니아주가 된 지역에서 일상적이었으며, 제임스타운의 첫 영구 정착지는 1610년에 추수감사절을 지냈다. 1619년 버클리 헌드레드 식민지는 1619년 12월 4일에 "우리 배의 도착의 날"을 기념하기 위해 예배를 드렸고, 이 날을 "전능하신 하나님께 추수감사절로 매년 영구히 거룩하게 지키겠다"고 선포했다. 이 식민지는 얼마 지나지 않아 1622년 3월에 일부 주민이 학살당하고 나머지는 도망치면서 전멸했다.
일반적으로 언급되는 '첫 번째 추수감사절'은 1621년 가을, 식민지 개척자들이 처음으로 성공적인 수확을 거둔 직후 플리머스 식민지에서 일어났다.  그들은 이전 봄에 상호 보호 조약을 체결했던 원주민 이웃들과 함께 사흘 밤낮으로 축하했다. 미국 원주민 국립 박물관은 메이플라워호의 "필그림들은 그들이 도착했을 때 추수감사절의 개념을 도입하지 않았다"고 보고했다. 뉴잉글랜드 부족들은 이미 가을 수확 추수감사 잔치를 지내고 있었다. 이 대륙의 원주민들에게는 매일이 창조주께 감사하는 날이다." 메이플라워호가 상륙했을 때 그들을 만난 왐파노아그족은 매년 크랜베리 데이를 추수감사절로 기념했다.
1723년, 영국 매사추세츠 만 주지사 윌리엄 덤머는 11월 6일을 추수감사절로 선포했다. 미국이 되는 과정에서 첫 선포는 1776년 3월 16일 대륙회의 의장으로서 존 핸콕이 금식의 날로 발표했다. 첫 번째 전국 추수감사절은 1777년 12월 18일에 기념되었고, 대륙회의는 1778년부터 1784년까지 매년 전국 추수감사절 선포를 발표했다.

## 첫 대통령 국경 추수감사절
의회에서 일라이어스 부디놋은 "미국 대통령을 기다려 공공 기도와 추수감사절을 국민에게 권고할" 공동 위원회를 구성하는 결의안을 제출했다.
이 결의안은 중앙 정부의 권력 증대에 반대하는 반연방주의자들에 의해 반대되었다. 반대 의견의 주요 인물은 아이다누스 버크와 토머스 튜더 터커였다. 버크는 이 휴일이 너무 "유럽적"이라고 생각했는데 "추수감사절을 단순한 조롱거리로 만드는 유럽 관습을 흉내 내는 것을 좋아하지 않았다"라고 말했다. 버크는 추수감사절에 전쟁의 양측이 종종 찬양가인 테 데움을 불렀다는 사실을 언급했다. 버크는 전쟁에서 승자와 패자 모두가 추수감사절을 지냈다는 점에 반대했다. 그러나 터커는 연방 정부가 추수감사절을 제안할 권한이 없다고 느꼈다. 그는 "추수감사절이 있어야 한다면, 주 정부의 권한으로 이루어져야 한다"는 의견이었다. 터커는 또한 추수감사절을 선포하는 것이 종교적인 문제라고 생각하여 정교분리에 대해 우려했다.
결국 결의안은 하원과 상원을 통과했으며, 일라이어스 부디놋, 로저 셔먼, 피터 실베스터, 윌리엄 새뮤얼 존슨, 랠프 이자드로 구성된 위원회는 1789년 9월 28일 또는 그 이전에 워싱턴에게 메시지를 전달했다. 워싱턴 대통령은 "양원 모두 공동 위원회를 통해 [자신에게] '미국 국민에게 공공 추수감사절 및 기도의 날을 권고해달라'고 요청했다"고 언급했다. 공식적으로 11월 26일은 "이 주들의 국민들이 존재했고, 존재하는, 그리고 존재할 모든 선한 것의 자비로운 창조주이신 위대하고 영광스러운 존재를 섬기는 데 바쳐져야 한다"고 선포되었다. 조지 워싱턴 대통령은 1789년 10월 3일 뉴욕에서 이 선포를 발표했다.
추수감사절 당일, 워싱턴은 뉴욕시의 세인트폴 예배당에서 예배에 참석했으며, 시의 투옥된 채무자들에게 맥주와 음식을 기부했다.

### 본문
만국의 모든 국민이 전능하신 하나님의 섭리를 인정하고, 그분의 뜻에 순종하며, 그분의 은혜에 감사하고, 겸손히 그분의 보호와 은혜를 간구하는 것은 의무이다. 또한 양원 의회가 공동 위원회를 통해 나에게 "미합중국 국민들에게 공공 추수감사절과 기도의 날을 권고해 달라"고 요청했다. 특히 전능하신 하나님의 수많은 특별한 은혜를 감사하는 마음으로 인정하고, 그들의 안전과 행복을 위한 정부 형태를 평화롭게 수립할 기회를 주신 것에 감사하는 날로 지켜지도록 말이다. 그러므로 나는 다음 11월 26일 목요일을 이 주들의 국민들이 과거, 현재, 미래의 모든 선한 것의 자비로운 저자이신 위대하고 영광스러운 존재를 섬기는 데 바치도록 권고하고 지정한다. 그날 우리는 모두 한마음으로 그분께 진심으로 겸손한 감사를 드려야 한다. 이 나라 국민들이 한 국가가 되기 전에 베풀어주신 그분의 친절한 보살핌과 보호에 대해, 그리고 지난 전쟁의 과정과 결론에서 우리가 경험한 특별하고 다양한 자비와 그분의 섭리의 은혜로운 개입에 대해, 그리고 그 이후 우리가 누려온 큰 평온, 단결, 풍요에 대해, 그리고 우리의 안전과 행복을 위한 정부 헌법, 특히 최근에 제정된 국가 헌법을 평화롭고 합리적인 방식으로 수립할 수 있게 해주신 것에 대해, 그리고 우리가 축복받은 시민적, 종교적 자유에 대해, 그리고 유용한 지식을 습득하고 전파할 수 있는 수단에 대해, 그리고 일반적으로 그분이 우리에게 베풀어주신 모든 위대하고 다양한 은혜에 대해 감사해야 한다. 또한 그날 우리는 모든 민족의 위대한 주님이자 통치자에게 가장 겸손하게 기도와 간구를 올리고, 그분께 우리의 국가적 및 다른 죄과를 용서해 주시기를 간청하며, 우리 모두가 공적인 직위에서든 사적인 직위에서든 우리의 여러 가지 그리고 관련 의무를 적절하고 정확하게 수행할 수 있도록 해 주시기를 간청해야 한다. 또한 지혜롭고, 정의롭고, 헌법에 따른 법률을 신중하고 충실히 집행하고 준수하는 정부가 됨으로써 우리의 국가 정부가 모든 국민에게 축복이 되도록 해 주시기를 간청해야 한다. 모든 주권자들과 국가들(특히 우리에게 친절을 베푼 국가들)을 보호하고 인도하며, 그들에게 좋은 정부, 평화, 화합으로 축복해 주시기를 간청한다. 참된 종교와 덕목의 지식과 실천을 증진시키고, 그들과 우리 사이에 과학의 발전을 이루게 하며, 일반적으로 모든 인류에게 그분만이 가장 좋다고 아시는 정도의 세속적인 번영을 허락해 주시기를 간청한다. 우리 주 1789년 10월 3일 뉴욕시에서 내 수기로 작성함.
 — 조지 워싱턴

## 여파
위스키 반란 진압 후 조지 워싱턴은 1795년에 두 번째 추수감사절을 선포했다. 존 애덤스와 제임스 매디슨도 추수감사절을 선포했다. 몇몇 대통령은 국경 추수감사절에 반대했으며, 토머스 제퍼슨은 이러한 선포를 공개적으로 비난했다. 이는 제퍼슨이 버지니아 주지사 시절 추수감사절을 선포한 적이 있다는 점에서 아이러니하게 여겨졌다. 1855년까지 16개 주가 추수감사절을 기념했다(14개 주가 11월 넷째 목요일, 2개 주가 셋째 목요일). 링컨 대통령은 4월, 10월, 11월에 처음으로 추수감사절을 선포했다. 그러나 1863년에야 에이브러햄 링컨이 국경 추수감사절을 기념하는 정기적인 전통을 확립했다.